# Erioptera knabi
Erioptera knabi är en tvåvingeart som beskrevs av Alexander 1913. Erioptera knabi ingår i släktet Erioptera och familjen småharkrankar. Inga underarter finns listade i Catalogue of Life.